# 渡辺和貴 (声優)
渡辺 和貴（わたなべ かずき、8月14日 - ）は、日本の男性声優。神奈川県出身。ぷろだくしょんバオバブ所属。

## 人物
資格は普通自動車免許。特技は歌、野球。趣味は読書、ゲーム、お酒、音楽鑑賞、漫画。

## 出演作品

### テレビアニメ
- 銀魂.（2017年、インタビューを受ける男）
- クレヨンしんちゃん（2019年、お客さんA）

### ボイスオーバー
- アクセル全開!オート・マニアック
- アメリカお宝鑑定団ポーンスターズ
- HANGAR1〜UFOファイルがお眠い場所〜

### 吹き替え

#### 映画
- ザ・レイジ 果てしなき怒り（ヒネス）

#### ドラマ
- エメラルドシティ（トビー）
- クワンティコ/FBIアカデミーの真実
- 13の理由（ライアン）

#### アニメ
- 忍者ハットリくん（インド版）

### CMナレーション
- タカラトミー タッチDE!トーク